# Donaukanalen
Donaukanalen er en forgrening af floden Donau mere end en kanal. Den er en 17,3 km lang vandvej og er beliggende udelukkende i Østrigs hovedstad Wien. Den udspringer fra hovedfloden i Döbling og flyder igen sammen med Donau i Simmering og derved skabes en ø, på hvilken to af de 23 distrikter i Wien, Brigittenau og Leopoldstadt, ligger.
I modsætning til selve Donau løber Donaukanalen igennem Wiens bymidte, Innere Stadt, hvor floden Wien løber ind i den.
Områderne på begge sider af Donaukanal bliver ofte brugt af løbere, cyklister og rulleskøjteløbere. For nylig har der været succesfulde forsøg på at gøre stedet til et mere attraktivt, rekreativt område om sommeren (optrædener, loppemarkeder, caféer, osv.). Bådture mellem Leopoldstadt og Brigittenau starter ved Schwedenplatz.